# Alfredo Mañas Navascués
Alfredo Mañas Navascués (Ainzón, província de Saragossa, 1924- Madrid, 18 de gener de 2001) va ser un escriptor i guionista espanyol del segle xx.

## Biografia
Natural d'Ainzón, es va criar a Aragó exercint diversos oficis abans de traslladar-se a Barcelona i començar a freqüentar ambients literaris. La seva consagració té lloc amb l'estrena a París en 1954 de la seva obra La feria de Cuernicabra, que mostra la societat espanyola de la postguerra. Durant la dècada dels seixanta segueix una llarga labor teatral a la qual després li seguiria la seva col·laboració en àmbits cinematogràfics durant les dècades dels setanta i vuitanta. Va ser Premio Nacional de Teatro en 1973.
Es va casar amb l'actriu Paredes, més coneguda com a Paloma Lorena, amb la qual va ser pare de l'actor i director Achero Mañas. A Madrid, va residir a Carabanchel i al Barri de La Estrella.

## Obres

### Obres teatrals
- Dimas
- La feria de Cuernicabra
- Cantando en Primavera (comedia musical)
- La feria del come y calla
- Don Juan (ballet)
- La historia de los Tarantos
- Crónica del suceso de Bodas de Sangre (ballet)
- Danzando bajo la horca
- Misericordia (adaptación)

### Filmografia (guions)
- Los Tarantos
- Los cien caballeros
- Fortunata i Jacinta - Premi al millor guió als Premis del Sindicat Nacional de l'Espectacle de 1969[4]
- Del amor y otras soledades
- El diablo cojuelo
- El cristo del océano
- La primera entrega
- Canciones para después de una guerra
- Marianela
- Las mujeres de Jeremías
- Bodas de sangre
- Jarabo
- Las gallinas de Cervantes
- Montoyas y Tarantos